# カルロス・デル・セロ・グランデ
カルロス・デル・セロ・グランデ（スペイン語: Carlos del Cerro Grande、1976年3月13日）は、スペイン・マドリッド、アルカラ・デ・エナーレス出身のサッカー審判員。マドリッドのコミュニティの審判委員会に所属し、ラ・リーガで審判を務めるほか、国際サッカー連盟 (FIFA) 登録の国際審判員としても活動している。本職は警察官（休職中）。

## 来歴
2011年にセルタ対グラナダの試合でラ・リーガの審判を初担当。
その後正式にラ・リーガ担当審判員となり、2011年9月11日に行われたベティスとマヨルカの試合で正式デビュー。2014年から2015年のシーズンでは、スペインの第1部の審判の最終シーズンのランキングで、平均9.53のスコアで2位になった。
2016年5月22日、バルセロナとセビージャの間で争われたコパ・デル・レイ決勝の主審を務める。同じカードで行われた2018年のコパ・デル・レイ決勝では第4の審判員を務めた。
2018年8月12日、バルセロナとセビージャの間で争われたスーペルコパの主審を担当。この試合はスペイン国内の公式戦で初めてVARが導入された試合であった。

## 国際試合
2013年1月に国際審判員として登録され、以来、彼は国際審判を務めている。
| カテゴリー               | 国       | 年    | 試合 |
| ------------------------ | -------- | ----- | ---- |
| UEFAチャンピオンズリーグ | 欧州連合 | 2013- | 10   |
| UEFAヨーロッパリーグ     | 欧州連合 | 2013- | 12   |

国際試合でのデビューは、2013年5月26日に、スコットランドとジョージアの間で行われたU-19欧州選手権のエリートラウンド。
2019年1月からはUEFAエリートカテゴリーの審判を務めている。

### 2019女子ワールドカップ
デル・セロ・グランデは、アメリカとオランダが対戦した2019 FIFA女子ワールドカップ決勝のVARチームに指名された。スペインサッカー連盟から派遣された2人の審判は、FIFA女子ワールドカップでVARが参加した初の決勝戦に選ばれて歴史を築いた。なお、この試合の主審はフランスのステファニー・フラパール。

### EURO 2020
デル・セロ・グランデは、アントニオ・マテウ・ラオスと共にUEFA EURO 2020に派遣され、イタリアとイングランドが対戦した決勝戦で第4の審判員を務めた。
| ユーロ2020    | ユーロ2020           | ユーロ2020 | ユーロ2020       |
| 日程          | 試合                 | 結果       | ラウンド         |
| ------------- | -------------------- | ---------- | ---------------- |
| 2021年6月15日 | フランス- アルメニア | 1-0        | グループステージ |
| 2021年6月18日 | クロアチア- チェコ   | 1-1        | グループステージ |

## 表彰
- セグンダ・ディビジオン ゴールデンホイッスル（1）： 2010年
- ビセンテアセベド賞（1）： 2016年
- グルセタ賞（2）： 2018年、2019年